# Muara Gula
Muara Gula is een bestuurslaag in het regentschap Lahat van de provincie Zuid-Sumatra, Indonesië. Muara Gula telt 322 inwoners (volkstelling 2010).